# ألان جونز (دبلوماسي)
ألان جونز (بالإنجليزية: Alan Jones)‏ هو دبلوماسي بريطاني، ولد في 26 أكتوبر 1953.